# Capra aegagrus cretica
Dê hoang kri-kri (Danh pháp khoa học: Capra aegagrus cretica), đôi khi còn gọi là Dê Creta, Agrimi, hay Dê hoang Cretan là một phân loài của loài dê hoang dã. Chúng là một con dê hoang sống ở phía Đông Địa Trung Hải, trước đây được coi là một phân loài dê hoang dã. Các con sơn dương Kri Kri-hiện giờ chỉ được tìm thấy trên đảo Crete thuộc Hy Lạp và ba hòn đảo nhỏ ngoài khơi là Dia, Thodorou và Agii Pantes.

## Mô tả
Các con sơn dương Kri-Kri có một lớp lông ngoài màu nâu sáng với một mảng vạt sậm xung quanh cổ nó. Nó có hai cái sừng quắt ngược lại từ phía sau đầu. Trong tự nhiên chúng là động vật nhút nhát và hay né tránh khách du lịch, và hay nghỉ ngơi trong ngày. Các động vật này có thể nhảy xa một khoảng cách đáng nể hoặc leo lên những vách đá dường như tuyệt đối dốc cheo leo.

## Phân bố
Các con sơn dương Kri Kri-không là loài bản địa của đạo Crete, rất có thể chúng đã được nhập khẩu vào hòn đảo này trong suốt thời gian của nền văn minh Minoan. Tuy nhiên, nó không được tìm thấy ở nơi nào khác và do đó là loài đặc hữu của đảo Crete. Nó đã được phổ biến trên khắp các eo biển Aegean nhưng ở đỉnh của 8.000 ft (2.400 m) của vùng núi trắng phía Tây Crete, đầy là thành lũy cuối cùng của chúng đặc biệt là một loạt các dãy núi gần như thẳng đứng 3.000 ft (900 m) với những vách đá hiểm trở cheo leo gọi là 'Untrodden' ở đầu hẻm núi Samaria.
Dãy núi này, nơi có thêm 14 loài động vật đặc hữu, được bảo vệ như một khu dự trữ sinh quyển của UNESCO. Trong tổng số, phạm vi phân bố của chúng kéo dài đến vùng núi trắng (White Mountains), rừng quốc gia-ma-ri và các đảo của Dia, Thodorou, và Agii Pandes. Gần đây một số cá thể đã được du nhập vào hai hòn đảo xa hơn.

## Mối đe dọa
Đến năm 1960, các cá thể sơn dương Kri Kri-đã bị đe dọa, với những con số cá thể được phát hiện là dưới đây 200. Nó đã từng là nguồn thịt thực phẩm sẵn có cho du kích địa phương ẩn náu trong vùng núi trong thời kỳ có sự chiếm đóng của Đức Quốc xã trong Thế chiến II. Tình trạng của nó là một trong những lý do tại sao vùng Gorge Samaria đã trở thành một công viên quốc gia vào năm 1962.
Hiện vẫn còn chỉ có khoảng 2.000 loài động vật trên đảo và chúng được coi là dễ bị tổn thương vì những tay thợ săn vẫn tìm kiếm chúng để bắn hạ và cung cấp thịt mềm của họ, những bãi gặm cỏ đã trở nên khan hiếm và bệnh dịch đã bị ảnh hưởng chúng. Lai tạp cũng là một mối đe dọa, khi dân số đã giao phối với dê nhà tạo ra các hỗn chủng. Săn bắn loài linh dương này đều là hành vi bị nghiêm cấm.

## Trong văn hóa

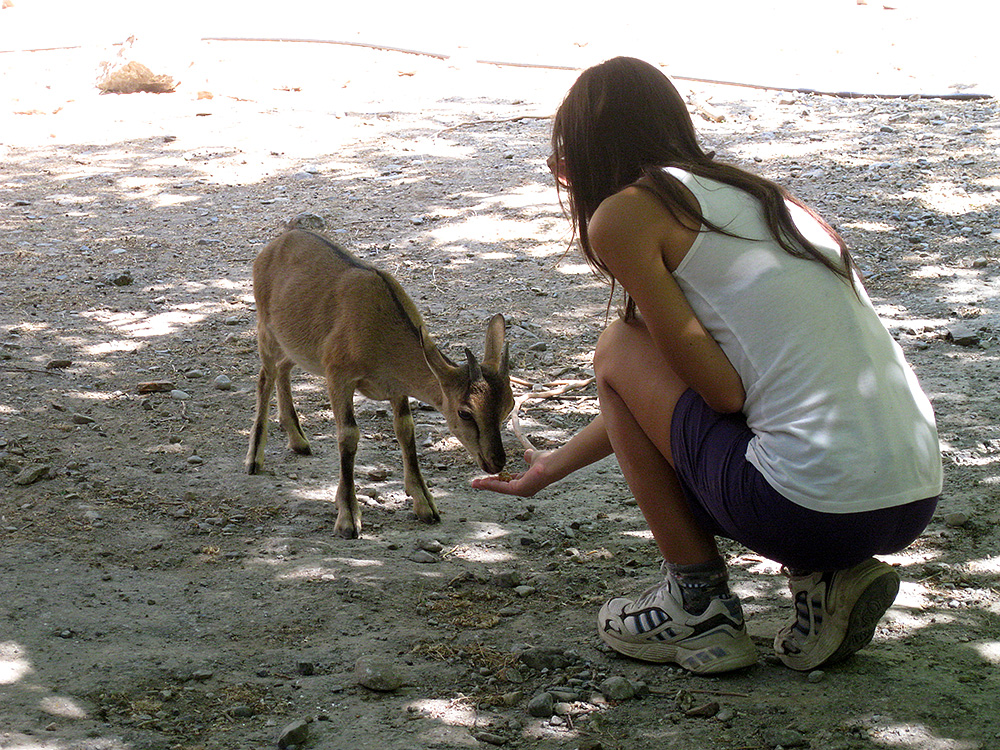
Một vị khách du lịch đang cho dê ăn

Cuộc khai quật khảo cổ học đã tìm thấy một số bức tranh tường của con sơn dương Kri-Kri. Một số học giả tin rằng những động vật được thờ trong thời cổ đại. Trên đảo, con đực thường được gọi là agrimi (αγρίμι, có nghĩa là "người hoang dã '), trong khi tên' Sanada 'được sử dụng cho con cái. Các con Kri Kri-là một biểu tượng của đảo, được dùng nhiều trong việc quảng bá du lịch và văn học một cách chính thức.
Như phân tích phân tử chứng minh, các cá thể Kri Kri-không phải là, như suy nghĩ trước đây, một phân loài khác biệt của con dê hoang dã. Thay vào đó, nó là một con dê hoang thuần, có nguồn gốc từ các con đầu tiên của dê thuần trong vùng Levant và các bộ phận khác của Đông Địa Trung Hải khoảng năm 8000-7500 TCN. Do đó, nó đại diện cho một gần mười ngàn năm tuổi của sự thuần chủng đầu tiên của dê.
Trong mọi trường hợp, sơn dương Kri Kri-là một biểu tượng độc đáo của đảo Crete và có ý nghĩa văn hóa to lớn đó. Tuy nhiên về mặt pháp lý, pháp luật quy định về các loài nguy cấp có thể sẽ không được áp dụng (như này không bao gồm các quần thể hoang dã), nhưng những trường hợp tương tự như ở những nơi khác đã được thực hiện theo luật bảo vệ di sản văn hóa của Hy Lạp.